# Pseudomussaenda angustifolia
Pseudomussaenda angustifolia là một loài thực vật có hoa trong họ Thiến thảo. Loài này được Troupin & E.M.A.Petit miêu tả khoa học đầu tiên năm 1953.